# Bousculade de janvier 2011 de Sabarimala

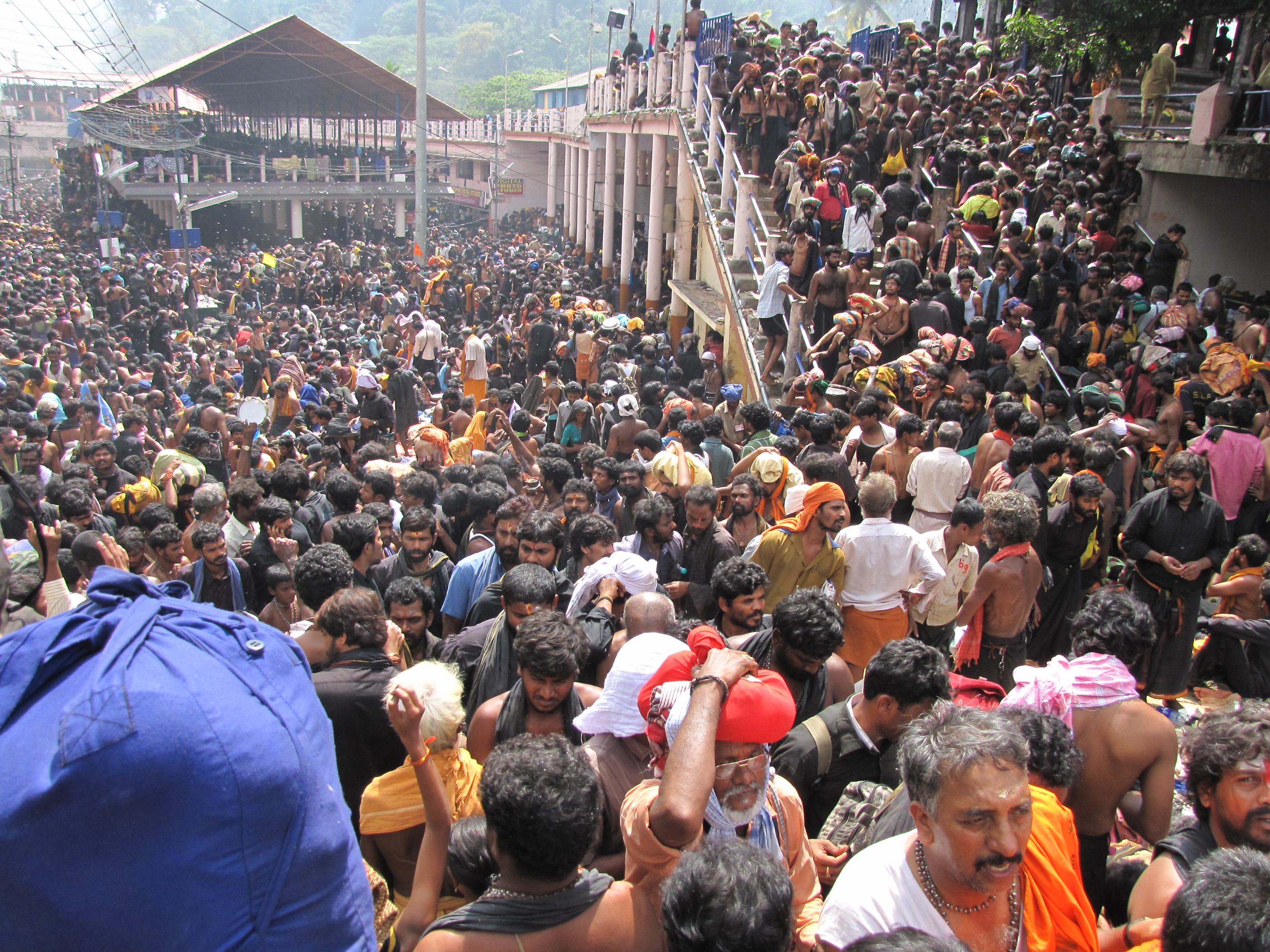
Pèlerins à Sabarimala en 2010.

La bousculade de janvier 2011 de Sabarimala est une bousculade provoquée par une marée humaine, le 14 janvier de l'année 2011, lors du dernier jour d'un pèlerinage annuel dans la ville de Sabarimala, dans l'État indien de Kerala. La bousculade a fait  plus de 100 morts et une centaine de blessés.